# Yābaniy Es-Saharā

Yābaniy Es-Saharā’ (en árabe: يا بني الصحراء‎), ¡Oh, hijos del Sáhara!) es el himno nacional del Sáhara Occidental.

## Letra original enárabe
| يابني الصحراء انتم في الوغى حاملي المشعل في الدرب الطويل اصنعوالثورة في أمتنا واسلكوا من أجلها هذا السبيل اقطعوا رأس الدخيل اقطعوا رأس الدخيل أيها الثوار يمجد الوطن اقطعوا الاقطاع في هدا الربوع وانزعو بالحرب أسباب الفتن ورفضوها لا خضوع لا خنوع لا عميل لا دخيل لا عميل لا دخيل أيها السائل عنا إننا من تحدى في الجهاد المستحيل نحن من حطم ذاك الوثنا نحن من لقنه الدرس الجليل إننا شعب نبيل إننا شعب نبيل نحن من أعلناها ضد الغزاة ثورة تحرق كل الغاصبين إنها الحرب التي تمحو الطغات وتقر الحق حق الكادحين إننا شعب نبيل إننا شعب نبيل إنها الثورة من أجل الشعوب وستمضي في البلادالعربية تصنع الوحدة دوما في القلوب وتقيم العدل والديمقراطية كل قرن كل جيل كل قرن كل جيل |

## Traducción alespañol
¡Oh, hijos del Sáhara! En el campo de batalla, ustedes son titulares de antorcha en el camino largo

Haga la revolución en nuestra nación y siga este camino por ella.

Corte la cabeza del invasor. Corte la cabeza del invasor.

O revolucionarios, la patria será gloriosa. Corte los estados en esta región.

Quite con la guerra las causas para la protesta y abandónelo; ninguna sumisión, ningún ceder.

Ningún agente, ningún invasor, ningún agente, ningún invasor.

Usted que pregunta sobre nosotros: somos estos que conducen la lucha de transformación.

Somos estos que rompen a aquel ídolo, somos estos que entienden la lección hermosa.

Somos la gente del camino; somos la gente del camino.

Somos estos que revelaron el camino contra la incursión, el que quema encima de a los asaltantes.

Esto es la guerra para borrar al opresor y establecer el derecho de los trabajadores.

Somos la gente del camino; somos la gente del camino.

El levantamiento es para la gente y avanzará en las tierras árabes.

Esto producirá la unidad siempre en los corazones y establecerá la justicia y la democracia.

Cada siglo, cada generación, cada siglo, cada generación.
- Datos: Q1150982